# Geōrgios Kountouriōtīs
Geōrgios Kountouriōtīs (in arvanitico: Jorgo Kundurioti; in alfabeto greco: Γεώργιος Κουντουριώτης; Idra, 1782 – Atene, 1858) è stato un politico greco di etnia albanese (arvanita), Primo ministro della Grecia dal 19 marzo al 27 ottobre 1848.

## Biografia
Nacque nel 1782 ad Idra, un'isola del golfo Saronico, nel Mar Egeo, da una famiglia di armatori di ceppo arvanitico. Il cognome originale della famiglia era Zarvas, ma prese la dicitura attuale dopo che un suo antenato visse per qualche tempo nel villaggio di Kountoura, e diede alla Grecia molti patrioti e uomini di Stato. Infatti il fratello di Geōrgios era Lazaros Kountouriōtīs, eroe della Guerra d'indipendenza greca, mentre suo nipote, Paulos Kountouriōtīs, figlio di suo figlio Theodoros, divenne ammiraglio della Marina greca durante la prima guerra balcanica e, in seguito, fu nominato primo presidente della Seconda Repubblica ellenica.
Nel 1821, allo scoppio della Guerra d'indipendenza greca, sia Geōrgios che, come si è visto, il resto della famiglia, parteciparono attivamente alla lotta contro i Turchi, sia finanziando i ribelli con generose donazioni di denaro, sia mettendo a disposizione degli insorti le navi di sua proprietà. Divenuto membro del Consiglio esecutivo rivoluzionario greco, guidato da Alessandro Mavrocordato, il 31 dicembre 1823, in seguito alla rinuncia del suo predecessore per contrasti sulla linea politica da tenere nei confronti della Russia, Kountouriōtīs divenne presidente del Consiglio stesso, mantenendo tale carica fino al 26 aprile 1826, proprio durante la fase cruciale dell'assedio di Missolungi.
Molto tempo dopo, dopo l'indipendenza della Grecia, raggiunta prima con il Trattato di Adrianopoli del 1829 e poi con il Protocollo di Londra del 1830, il politico greco entrò a far parte del gabinetto ministeriale di Giovanni Capodistria, primo Presidente della Prima Repubblica ellenica. Alla sua morte, il 9 ottobre 1831, e all'ascesa al trono di Ottone I di Grecia, Kountouriōtīs fu un membro defilato del partito francofilo, non per motivi ideologici, bensì per antipatia verso la Russia e i suoi coisolani aderenti al partito anglofilo. Proprio per questo, dopo lo scoppio dei moti del 1848 in Italia e Francia, il 19 marzo 1848 fu messo a capo di un governo favorevole agli interessi francesi, durato fino al 27 ottobre dello stesso anno. Ritiratosi a vita privata, l'ex - premier greco morì ad Atene nel 1858, a circa 70 anni.